# 伯纳德·费林加

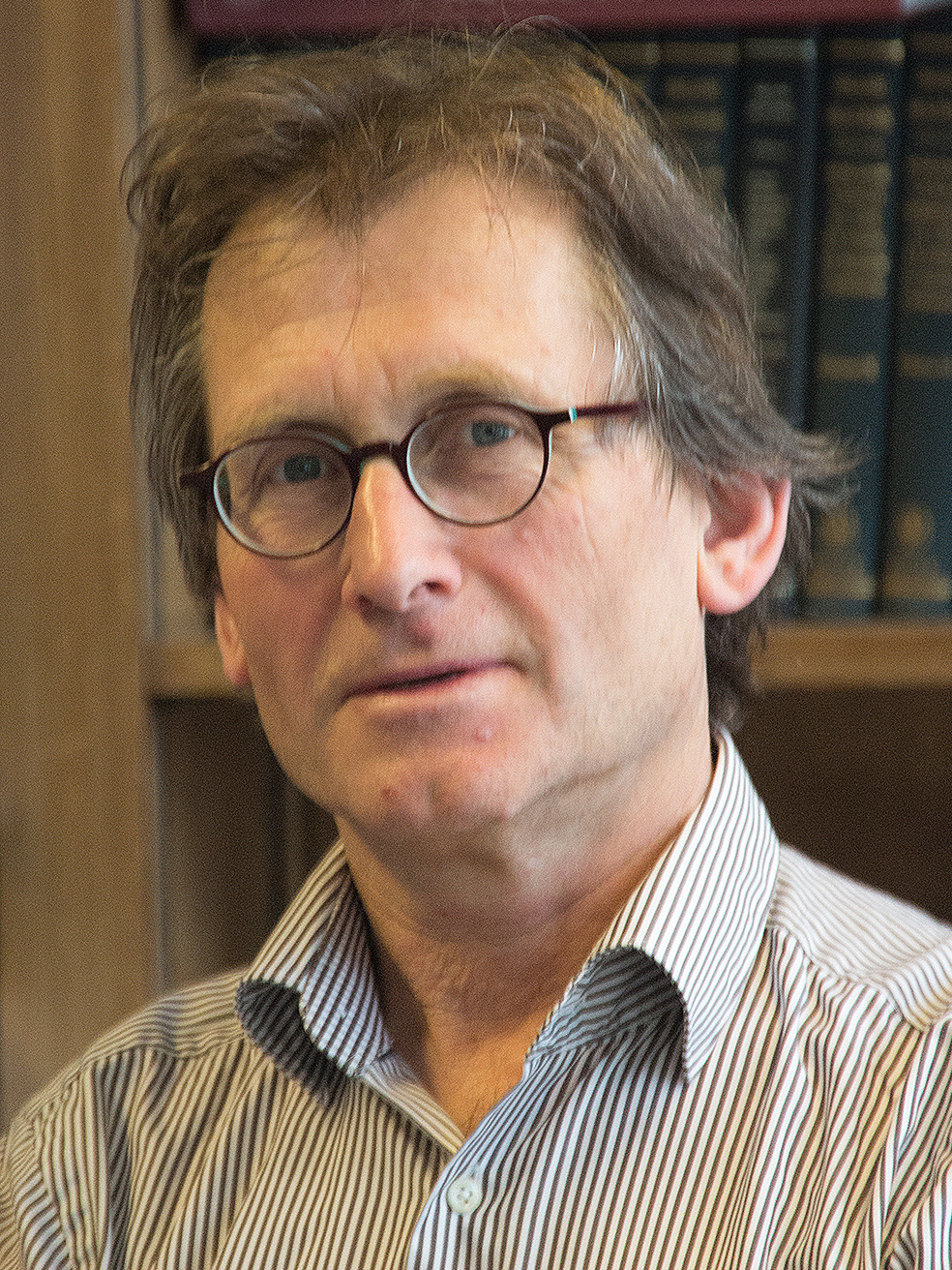
2015年的費寧加

伯纳德·卢卡斯·「本」·费林加（荷蘭語：Bernard Lucas "Ben" Feringa，1951年5月18日—），荷兰化学家、格罗宁根大学教授，拥有中华人民共和国永久居留权，2016年诺贝尔化学奖得主。

## 生平
费林加于1978年获格罗宁根大学博士学位。此后他曾任职于壳牌公司，1984年回母校格罗宁根大学担任讲师，1988年起任全职教授。他主要从事分子纳米技术与匀相催化等领域的研究，现为格罗宁根大学的雅各布斯·范托夫分子科学杰出教授。
费林加是皇家化学学会会士（1998年）、美国文理科学院外籍院士（2004年）、荷兰皇家艺术与科学学院院士（2006年）。2016年，他与弗雷泽·斯托达特、让-皮埃尔·索瓦日因在“分子机器设计与合成”领域的贡献而一同获得诺贝尔化学奖。
2017年10月26日，费林加到华南师范大学大学城校区作主题为的学术报告，并受聘成为华南师范大学名誉教授。